# Ksilem
Ksilem je eden izmed dveh tipov prevajalnih tkiv pri višjih rastlinah, pri čemer se drugi imenuje floem. Glavna funkcija ksilema je prevajanje vode in anorganskih snovi od rastlinskih korenin do poganjkov in listov, izjemoma pa se po tem omrežju prevajajo tudi hranilne snovi in nekatere druge molekule. Sama beseda ksilem izvira iz grščine in pomeni les, ki je hkrati najbolj znan tip ksilema (natančneje predstavlja sekundarni ksilem) in se pojavlja pri lesnatih rastlinah. Izraz je v biologijo vpeljal Carl Nägeli leta 1858.

## Struktura
Gradbeni elementi ksilema so trahealni (tudi trahejni) elementi, ki so navadno v obliki dolgih cevi, po katerih se prevajajo voda in anorganske snovi. Med gradniki ksilema razlikujemo dva glavna tipa, ki se med seboj ločita po obliki in dolžini. Traheje so krajše, širše in se navadno povezujejo v dolge komplekse, ki jih v literaturi pogosto označujejo pod izrazom vodovodne cevi. Drugi tip so traheide, ki so daljše in nekoliko ožje, voda pa preko njih potuje skozi pikenjske pare. Še posebno široke traheide imajo iglavci, pri katerih so traheje odsotne. Nasprotno je prehajanje vode pri kritosemenkah vezano predvsem na traheje (in vodovodne cevi, ki jih te gradijo), traheide pa imajo ključno vlogo v času vodnega stresa. Ksilema ne gradijo le prevajalna tkiva, ampak se v njem pojavljajo tudi celice parenhima in sklerenhimska (sklerenhimatska) vlakna, ki lahko tvorijo zaščitni ovoj okoli prevajalnih elementov.
Ksilem najdemo v:
- prevajalnih omrežjih (tudi rastlinskih žilah), ki so prisotna pri zelnatih rastlinah in neolesenelih delih lesnatih rastlin
- sekundarnem ksilemu, ki nastaja v lesnatih rastlinah iz meristema, imenovanega žilni kambij
- prevajalnih elementih praprotnic, ki nimajo jasno izoblikovanih žil, kot jih najdemo pri semenkah

### Traheide
Izraz traheida je v botaniko leta 1863 uvedel pruski profesor botanike Carl Sanio, izvirnik besede prihaja iz nemščine (Tracheide).
Traheide so podaljšane (prozenhimatske) ksilemske celice višjih rastlin, ki služijo kot transportni elementi za vodo in raztopljene mineralne snovi. Za razliko od trahej nimajo perforacijskih plošč, namesto teh pa se v njihovih celičnih stenah nahajajo obokane piknje (neodebeljeni predeli celične stene, ki vsebujejo številne pore, skozi katere potekajo plazmodezme). Piknje so hkrati območja s primarno celično steno, ki do neke mere omogoča prehod snovi (sekundarno celična stena je namreč neprepustna). Pomembna razlika je dejstvo, da so traheide precej daljše od posamezne traheje, a imajo manjši premer in zaradi zmanjšanega volumna potuje manj vode naenkrat. Navadno so dolge od 1 do 5 milimetrov in široke od 0,2 do 0,3 milimetrov, v posameznih rastlinskih vrstah so tudi precej večje (rodova Canna in Musa imata traheide dolge 10 milimetrov, vrsta Nelumbium nucifera pa celo 120 milimetrov in široke 0,5 milimetrov). Tudi širina traheid je variabilna, v splošnem pa velja, da so traheide pri iglavcih, kjer drugih ksilemskih elementov ni, najširše. Traheide kritosemenk igrajo ključno vlogo v času vodnega stresa. Velikost traheid in njihovo delovanje si lahko predstavljamo tudi na primeru; v rastlini, ki je visoka 10 metrov in ima traheide dolge 10 milimetrov, bo morala vsaka vodna molekula preiti okoli 20 000 pikenjskih mrež (pikenj med dvema zaporednima traheidama). Tako veliko število pikenj je mogoče le, če so končne celične stene traheid poševne, ker se s tem poveča površina prehajanja.
Tako kot za vse trahealne elemente je tudi za traheide značilno, da imajo odebeljene in lignificirane (okrepljene z ligninom) celične stene. Ob diferenciaciji protoplast odmre in se razgradi, ostane pa trdna celična stena, ki še vedno opravlja funkcijo prevajanja, četudi je celica mrtva. Prisotnost trahealnih elementov je ključen pokazatelj za razlikovanje višjih in nižjih rastlin. Traheide poleg prevajanja skupaj s sklerenhimatskimi celicami (sklerenhimatskimi vlakni in sklereidami) skrbijo za mehansko podporo rastline, ki je nujna pri kopenskih rastlinah.
Poznamo več tipov traheid, ki se med seboj razlikujejo po izgledu in strukturi celične stene. Najbolj običajne so traheide z obokanimi piknjami, pojavljajo pa se tudi takšne s spiralastimi, mrežastimi ali obročastimi spremembami celične stene. Pri nekaterih rastlinskih vrstah so raziskovalci odkrili traheide, ki imajo lastnosti več tipov (denimo traheide pri gnetovcu, Gnetum, in kačjem jeziku, Ophioglossum, ki imajo tako obokane piknje kot tudi mestoma mrežasto ali spiralasto odebelitev). Hkrati so poznane evolucijsko prehodne stopnje med traheidami in trahejami. Praprotnice imajo v ksilemskem prevajalnem sistemu svojih korenik stopničaste traheide, ki jih prepoznamo po ozkih in podaljšanih piknjah, ki so postavljene v pravilnih linijah.

### Traheje in vodovodne cevi
Za kritosemenke in redke vrste golosemenk so značilne traheje, ki se zaporedno povezujejo in gradijo dolge vodovodne cevi, te pa predstavljajo učinkovitejši prevajalni sistem, ker so traheje širše in omogočajo lažje prevajanje. Vodovodne cevi nastajajo z razkrojem in resorpcijo prečnih celičnih sten trahej, pri čemer se razgrajen material uporabi za odebelitev sekundarnih celičnih sten. Tudi pri trahejah poznamo več tipov, ki jih definiramo na podlagi oblike celične stene. Najpogostejše so spiralaste, mrežaste, obročaste, pojavljajo pa se tudi piknjaste in traheje, ki so prehodna oblika traheid proti trahejam. Za mlade razvijajoče se organe sta značilna predvsem obročasti in spiralasti tip, ostali pa se pojavljajo v ksilemskem sistemu odraslih rastlin. Povprečna dolžina vodovodnih cevi (ki jih gradi mnogo zaporedno nanizanih trahej) je okoli 10 centimetrov, ponekod tudi vse do 5 metrov. Premer običajno meri od 0,3 do 0,7 milimetrov.
Ker pikenjska mreža omejuje vodni pretok, so se pri evolucijsko bolj razvitih rastlinah pojavile traheje, ki te mreže nimajo. Nadomestile so jo s perforacijami, ki na končni celični steni traheje tvorijo tako imenovano perforacijsko ploščo, s tem pa so še dodatno znižale upor, ki deluje na ksilemski tok. Evolucijsko najmlajše traheje imajo kot perforacijsko ploščo zgolj eno veliko odprtino, pri starejših se že pojavljajo posebni skupki več perforacij. Pomembna lastnost vodovodnih cevi je oblika končnih celičnih sten trahej, ki ni poševna kot pri traheidah, ampak ravna (vodoravna) in tako celotna struktura izgleda kot kompleksno zgrajena cev.
Razvoj trahej velja za enega izmed glavnih dejavnikov, ki so povzročili evolucijski uspeh kritosemenk. Nekoč je prevladovala hipoteza, da so traheje evolucijska novost, ki se je pojavila šele pri kritosemenkah, a so nove informacije raziskav pokazale, da vodovnih cevi ni pri nekaterih izvornih kritosemenkah, so pa prisotne že pri vrstah rodu Gnetum (gnetovec), ki so golosemenke. Obstaja možnost, da traheje pri gnetovcih niso homologne, temveč le analogne trahejam kritosemenk, kar pomeni, da so se razvile kot posledica konvergentnega evolucijskega razvoja. Druga hipoteza pravi, da so se traheje razvile že pred nastopom kritosemenk in so zgolj odsotne pri nekaterih izvornih kritosemenkah (Amborellaceae, Tetracentraceae, Trochodendraceae in Winteraceae).
Celice, ki nekoliko spominjajo na traheje, so bile najdene tudi v ksilemu preslic (Equisetum), drežic (Selaginella), orlove praproti (Pteridium aquilinum), marzilke (Marsilea), rodu Regnellidium in fosilnemu redu Gigantopteridales. Večina strokovnjakov se strinja, da so se take traheje pojavile kot posledica konvergence. Prav zaradi tega obstaja možnost, da so se traheje kritosemenk pojavile večkrat.

## Primarni in sekundarni ksilem
Primarni ksilem se tvori med primarno rastjo iz prokambija (prevodnega kambija). Sem spadata protoksilem in metaksilem, pri čemer slednji nastane šele po prvem, a pred sekundarnim ksilemom. Metaksilem prepoznamo po širših trahejah in traheidah kot pri protoksilemu. Sekundarni ksilem nastaja med sekundarno rastjo iz žilnega kambija (specializiranega tipa rastlinskega meristema). Procesu nastanka lesa (ali sekundarnega ksilema) pravimo tudi ksilogeneza.
Traheje in traheide nastajajo z diferenciacijo celic meristemov. Na samem začetku imajo razmeroma tanko primarno celično steno, gosto citoplazmo in več majhnih vakuol. Nato se začnejo celice povečevati, manjše vakuole se povežejo v večje, primarna celična stena pa ostane, vse dokler celice ne razvijejo končne velikosti. Spremeni se tudi jedro, ki postane poliploidno. Sčasoma se znotraj primarne celične stene naloži še debelejša sekundarna, pri čemer protoplast odmre, saj ksilem sestavljajo mrtve celice.
Sekundarni ksilem se pojavlja pri:
- iglavcih (Coniferae ali Pinophyta ), kamor spada okoli 600 znanih vrst golosemenk. Pri vseh se med sekundarno rastjo tvori sekundarni ksilem (imenovan tudi les).[14]
- kritosemenkah (Angiospermae), kamor uvrščamo okoli 250 000 znanih vrst. Pojavljanje sekundarnega ksilema je značilno za dvokaličnice, poseduje pa ga le malo enokaličnic.[15]

## Funkcija
1. Stržen
2. Protoksilem
3. Metaksilem
4. Floem
5. Sklerenhim
6. Skorja ali korteks
7. Epiderm

Ksilem (vodovodne cevi in traheide) tvori neposredno povezovalno pot med koreninami in poganjki ter listi, tako da voda ter minerali prihajajo do vseh delov rastline. Glavna naloga ksilema je torej prevajanje vode in mineralov od korenin do ostalih delov rastline. Hkrati ima ksilem ključno vlogo pri rednem nadomeščanju vode, ki jo rastlina porabi med fotosintezo in izgubi pri transpiraciji. Ksilemski sok je v glavnem sestavljen iz vode in anorganskih ionov, čeprav nekatere raziskave kažejo, da občasno vsebuje določeno količino organskih snovi.
Prenos vode in mineralov je pasiven, saj se pri procesu ne porablja energija v obliki ATP (adenozina trifosfata), ker so trahealni elementi mrtve celice (celice namreč izvedejo programirano celično smrt po končani rasti) in tako ne vsebujejo živih protoplastov, ampak jih gradijo le kompaktne sekundarne celične stene, ki so nežive strukture.
Pri transportu v višino se pojavijo težave, saj je učinkovitost prenosa odvisna od višine dane rastline in posledično ksilemski tok poteka le pri rastlinah do določenih velikosti. Neprekinjen tok ksilema omogočajo naslednji med seboj povezani dejavniki, ki gradijo tako imenovano kohezijsko-tenzijsko hipotezo:
- Transpiracijski vlek: Izhlapevanje vode iz zelenih delov rastline (predvsem izgubljanje vode skozi listne reže listov) povzroča negativni osmotski tlak (ali negativni vodni potencial), ki vleče vodo v smeri navzgor. Ključna pri tem je osmoza, ki predstavlja posebno obliko difuzije vode, kjer ta prehaja iz mest z višjo koncentracijo vode proti mestom, kjer je vode manj (oziroma v smeri večje koncentracije topljenca). Ponekod je osmoza definirana kot prehajanje vode v smeri negativnega vodnega potenciala. Transpiracija vode iz listov ustvarja primanjkljaj vode v zelenih delih rastline (predvsem listih), kar povzroča difuzno prehajanje vode iz korenin, kjer se ta nahaja v največji koncentraciji.[17][18][19]

- Osmotski tlak v koreninah: Če je vodni potencial v celicah korenin manjši kot v prsti, ki jih obdaja, potem voda zaradi osmoze prehaja iz prsti v korenine. Ta proces ustvarja pozitivni tlak, ki ksilemski sok potiska navzgor po ksilemu v smeri listov. V nekaterih okoliščinah lahko rastline odvečno vodo izločijo skozi liste, kar imenujemo gutacija.[20]
- Adhezija: Med molekulami vode in notranjo površino ksilema nastajajo vezi, ki so ključne za nastanek vodnega stolpca in toka vode po ksilemu navzgor.[20]
- Kohezija: Med molekulami vode se vzpostavijo začasne vezi, kar imenujemo kohezija. Povezave med vodnimi molekulami olajšujejo sam pretok ksilemskega soka.[20]

Zgornji štirje dejavniki delujejo povezano in omogočajo tok ksilemskega soka tudi do vrha krošenj precej visokih dreves. Transpiracijski vlek zahteva, da so vodovodne cevi ksilema relativno ozke, saj bi se drugače vodni stolpec zaradi kavitacije lahko prelomil, če bi bil pod preveliko napetostjo.
V izjemnih primerih, ko je pritisk vode v ksilemu visok (na primer ob pomanjkanju vode v prsti), lahko raztopljeni plini v ksilemskem soku preidejo (difundirajo) iz raztopine in v notranjosti trahealnih elementov tvorijo mehurček (tudi embolijo), ki se hitro razširja po sosednjih celicah. Nastanek zračnih mehurčkov je nevarnejši v trahejah, saj imajo traheide pikenjske mreže, ki preprečujejo prehajanje embolij. Nasprotno so traheje brez kakršnih koli preprek in mehurčki se posledično zlahka širijo vzdolž vodovnih cevi ter jih naredijo neuporabne. Nekatere rastline se temu izogibajo s tvorbo tako trahej kot traheid, pri čemer slednje predstavljajo pomožni prevajalni sistem, če bi prišlo do kavitacije in embolije. Takšne so denimo mnoge vrste kritosemenk. Hkrati k preprečevanju preloma vodnega stolpca veliko pripomorejo listne reže in z njimi povezan nadzor transpiracije, ki uravnava tlak znotraj transportnega sistema.

## Ksilem in evolucijski razvoj rastlin
Ksilem se je pojavil precej zgodaj v evolucijski zgodovini kopenskih rastlin, saj fosilni ostanki kažejo, da so ga imele že rastline iz obdobja silurja (pred več kot 400 milijoni let nazaj), obenem je znanih nekaj fosilov ksilemskih celic, ki so bile najdene v kamninah ordovicija. Najprej so se pri rastlinah pojavljale predvsem arhaične oblike traheid, kasneje pa so veliko razširjanje kritosemenk omogočile traheje in vodovodne cevi, ki so jih te začele tvoriti.
Mnogo učinkovitejši transport vode so omogočale ksilemske celice, ki so izvedle programirano celično smrt (apoptozo) in hkrati močno odebelile svojo celično steno ter tako povečale premer za prehajanje vodne raztopine in pripomogle k večji stabilnosti rastline. Ključno vlogo pri samem prehajanju vode v smeri navzgor imajo tudi listne reže in posledično transpiracija; ugotovljeno je bilo namreč, da so se listne reže pojavile precej pred traheidami in drugimi elementi ksilema ter naj bi bile prisotne že pri prednikih višjih rastlin in mahovih. Ksilemske traheide (njihove z ligninom okrepljene celične stene) in različna sklerenhimatska tkiva so rastlinam omogočile rast v višino.

## Zgodovina
V svoji knjigi De plantis libri XVI (O rastlinah, napisana v 16 delih) je italijanski zdravnik in botanik Andrea Cesalpino predlagal, da rastline vodo ne vsrkavajo z magnetizmom ali sukcijo, kot so nekdaj mislili, temveč s pomočjo absorpcije. Rastlinski način sprejema vode je primerjal s spužvami. Italijanski biolog Marcello Malpighi je bil prvi, ki je opisal in ilustriral elemente ksilema v svoji knjigi Anatome plantarum iz leta 1675, čeprav je menil, da v ksilemu ni tekočine, ampak le zrak. Malpighijev sodobnik Nehemiah Grew je predlagal, da se tako v ksilemu kot v floemu nahaja tekočina, a kljub temu ni opisal pravilnega mehanizma, ki omogoča prehajanje snovi po prevajalnih tkivih rastlin. Leta 1727 je angleški duhovnik in botanik Stephen Hales pokazal, da je transpiracija eden izmed dejavnikov, ki so ključni za prehajanje ksilemskega toka. Okoli leta 1891 pa je poljsko-nemški botanik Eduard Strasburger ugotovil, da za transport vode po ksilemu rastlinskim celicam ni treba biti živ.